# فرودگاه شهری سیکستون مموریال
فرودگاه شهری سیکستون مموریال (به انگلیسی: Sikeston Memorial Municipal Airport) یک فرودگاه همگانی بهره‌برداری هوایی با کد یاتا SIK است که یک باند فرود آسفالت دارد و طول باند آن ۱۶۷۷ متر است. این فرودگاه در کشور ایالات متحده آمریکا قرار دارد و در ارتفاع ۹۶ متری از سطح دریا واقع شده است.